# Newfoundland and Labrador Census Division No. 3
Die Census Division No. 3 ist eine Verwaltungseinheit in der kanadischen Provinz Neufundland und Labrador.
Die Census Division No. 3 befindet sich im Süden der Insel Neufundland. Sie hat eine Fläche von 19.912,67 km². Beim Zensus 2016 betrug die Einwohnerzahl 15.560. 5 Jahre zuvor lag sie noch bei 16.306.

## Gemeinden (Towns)
- Belleoram
- Burgeo
- Burnt Islands
- Channel-Port aux Basques
- Gaultois
- Harbour Breton
- Hermitage-Sandyville
- Isle aux Morts
- Milltown-Head of Bay d’Espoir
- Morrisville
- Pool’s Cove
- Ramea
- Rencontre East
- Rose Blanche-Harbour le Cou
- Seal Cove
- St. Alban’s
- St. Jacques-Coomb’s Cove